# Winterthur (district)
Winterthur is een district in het kanton Zürich. De hoofdplaats is de stad Winterthur.
Het district bestaat uit de volgende gemeenten:
| Wapenschild             | Postcode en gemeentenaam | Inwoners (2002) | Oppervlakte (km2) | Gemeentenummer |
| ----------------------- | ------------------------ | --------------- | ----------------- | -------------- |
| Altikon                 | 8479 Altikon             | 624             | 7,68              | 0211           |
| Bertschikon bei Attikon | 8544 Bertschikon         | 955             | 9,64              | 0212           |
| Brütten                 | 8311 Brütten             | 1869            | 6,67              | 0213           |
| Dägerlen                | 8471 Dägerlen            | 897             | 7,90              | 0214           |
| Dättlikon               | 8421 Dättlikon           | 522             | 2,87              | 0215           |
| Dinhard                 | 8474 Dinhard             | 1353            | 7,15              | 0216           |
| Elgg                    | 8353 Elgg                | 3692            | 15,53             | 0217           |
| Ellikon an der Thur     | 8548 Ellikon an der Thur | 751             | 4,92              | 0218           |
| Elsau                   | 8352 Elsau               | 2974            | 8,06              | 0219           |
| Hagenbuch               | 8523 Hagenbuch           | 1106            | 8,17              | 0220           |
| Hettlingen              | 8442 Hettlingen          | 2872            | 5,87              | 0221           |
| Hofstetten              | 8354 Hofstetten          | 426             | 8,85              | 0222           |
| Neftenbach              | 8413 Neftenbach          | 4556            | 14,95             | 0223           |
| Pfungen                 | 8422 Pfungen             | 2650            | 4,99              | 0224           |
| Rickenbach              | 8545 Rickenbach          | 2483            | 6,03              | 0225           |
| Schlatt bei Winterthur  | 8418 Schlatt             | 627             | 9,03              | 0226           |
| Seuzach                 | 8472 Seuzach             | 6582            | 7,56              | 0227           |
| Turbenthal              | 8488 Turbenthal          | 4094            | 25,07             | 0228           |
| Wiesendangen            | 8542 Wiesendangen        | 4215            | 9,68              | 0229           |
| Winterthur              | 8400 Winterthur          | 90904           | 67,93             | 0230           |
| Zell                    | 8487 Zell                | 4765            | 12,70             | 0231           |

Affoltern · Andelfingen · Bülach · Dielsdorf · Dietikon · Hinwil · Horgen · Meilen · Pfäffikon · Uster · Winterthur · Zürich